# 田麗玉
田 麗玉（チョン・ヨオク、전여옥、1959年4月19日 - ）は、大韓民国の政治家、元国会議員。元ハンナラ党スポークスパーソン。KBS東京特派員時代に書いた『悲しい日本人』で日本でも知られる。ソウル出身。

## 放送記者時代
1982年2月、梨花女子大学校社会学科卒業。1981年11月から1994年まで韓国放送公社（KBS）報道本部記者として勤務し、1991年1月から1993年8月まで東京特派員。特派員時代の経験を書いた毒舌的日本女性論『日本はない』（1993年出版）がベストセラーとなり、日本でも『悲しい日本人』（金学文・訳、1994年出版）と題してたま出版から翻訳出版された。以後、『日本はない2』や『女性よ、テロリストになれ』、『札幌でビールを飲む』などを執筆、毒舌評論で知られる。この間、西江大学校公共政策大学院国際関係政治学科を卒業し、梨花女子大政治学科大学院博士課程に入ったが休学中。

## 政界入り以降
2004年3月ハンナラ党に入党し、同年4月の総選挙で国会議員に当選、同党広報責任者に就任した。与党ウリ党批判に得意の毒舌を振るう。2男1女の母親でもある。
李明博大統領就任後に行われた2008年4月の第18代総選挙で再選された。第18代国会では、国土海洋委員会委員や出産高齢化対策特別委員会幹事、ハンナラ党の戦略企画本部長などを務めた。2012年3月、4月に予定されている第19代総選挙におけるセヌリ党（ハンナラ党が2012年2月に党名改称して発足）の公薦から脱落したことをきっかけに同党を離党して、保守系中道新党「国民の考え」に入党した。総選挙では比例名簿1位で立候補したが、セヌリ党と民主統合党の狭間で埋没した結果、0.7％の支持に留まり議席を獲得できず落選した。その後、2016年時点では政界に戻る意思はないと明言した。
なお、田は朴槿恵がハンナラ党代表であった時期に彼女を補佐し、報道担当者を務めたが、大統領候補選挙の途中に李明博の方に鞍替えした。補佐官を務めた時期から朴槿恵と崔太敏・崔順実の関係を知っていたため、朴槿恵は大統領を務める資質がなく、大統領になったら大変なことになると述べた。ただし、朴のプライバシーに配慮して長い間にメディアでこのことを言わず、崔順実ゲート事件の発覚以降にようやく朴槿恵の過去について話した。また、国民の力元代表の李俊錫とも仲が悪い。2011年当時、田は李と一緒に放送に出演したが、入党ばかりの李はそこで「朴槿恵キッズ」として田を「背信者」と呼んだため、田も李を「朴衛兵」と呼んで応酬した。さらにその後に李は何事もないように田に挨拶し、田を驚かせた。
2023年5月末には大腸癌4期の闘病中であると公表した。

## 盗作問題
2004年、オーマイニュースが『日本はない』に、他人のアイデアや資料が盗用されたとの報道を行ったことに対し、民事訴訟でオーマイニュースに対する民事訴訟を起こしたが、2007年7月、裁判所は「報道内容は事実である」との判決を下し、田は敗訴した。その判決を不当であると主張した者が、「裁判所に爆弾を仕掛けた」と嘘の電話をマスコミにした。2010年1月15日、控訴審でも田は敗訴した。2012年5月18日、大法院3部は、原告敗訴の判決を下した原審を確定した。

## 略歴

### 学歴
1982年：梨花女子大学校社会学科卒業
1997年：西江大学校公共政策大学院政治学修士

### 経歴
1981年～1994年：韓国放送公社記者
1991年～1994年：東京特派員
1994年～1996年：MYTV制作部主幹
1996年～1999年：プロダクション代表
2004年3月～2005年11月：ハンナラ党代弁人（スポークスマン）
2004年5月～2008年4月：第17代ハンナラ党国会議員（比例代表）
2006年：国会科学技術情報通信委員会、女性委員会の委員
2006年7月～2007年4月：ハンナラ党最高委員
2007年：李明博大統領候補選挙対策委員会副委員長
2008年5月～：第18代ハンナラ党国会議員（ソウル特別市永登浦区甲）
2012年3月9日：セヌリ党を離党、「国民の考え」入党
2012年4月11日：第19代総選挙で落選。
出典：田麗玉ホームページの“田麗玉プロフィール”と東亜日報編『東亜年鑑　2008』の「現役人名録」を参照して作成